# František Rajtoral
František Rajtoral (Příbram, 12 de março de 1986 - Gaziantep, 23 de abril de 2017) foi um futebolista profissional checo que atuava como lateral-direito.

## Carreira
Rajtoral começou sua carreira no Marila Příbram em 2004. Destacou-se por Baník Ostrava (100 jogos e 12 gols) e, principalmente, Viktoria Plzeň, onde atuou em 168 partidas, com 19 gols marcados.
Em 2014, teve uma curta passagem por empréstimo ao Hannover 96 e em 2016 assinou com o Gaziantepspor.
Pela Seleção Tcheca, jogou 14 vezes e não marcou nenhum gol. Integrou o elenco que disputou a Eurocopa de 2012.

## Morte
Rajtoral foi encontrado morto em sua casa, em Gaziantep, depois de não ter ido a uma sessão de treinos do Gaziantepspor. Os vizinhos do lateral contaram que a porta estava fechada e o jogador não respondia a nenhuma situação.
Posteriormente, as autoridades confirmaram que Rajtoral cometeu suicídio por enforcamento, aos 31 anos.